# De babysit
De babysit is het 27ste stripverhaal van Samson en Gert. De reeks werd getekend door striptekenaarsduo Wim Swerts & Jean-Pol. Danny Verbiest, Gert Verhulst en Hans Bourlon namen de scenario's voor hun rekening. De strips werden uitgegeven door Studio 100. Het stripalbum verscheen in 2002.

## Personages
In dit verhaal spelen de volgende personages mee:
- Samson
- Gert
- Alberto Vermicelli
- Burgemeester Modest
- Octaaf De Bolle
- Van Leemhuyzen
- Sofie
- Bobientje

## Verhalen
Het album bevat de volgende drie verhalen:
1. De babysit
Octaaf heeft kant-en-klare babyvoeding in de aanbieding. Gert besluit dat Octaaf daarmee reclame moet maken. De burgemeester krijgt bezoek van zijn nichtje Sofie die vraagt of hij even op Lientje wil passen. Hij mag dan wel een burgervader zijn, maar veel kent hij er niet van. Dus doet hij een beroep op Samson en Gert om op Lientje te passen. Maar wanneer Lientje plots verdwijnt, schiet iedereen in paniek naar haar op zoek.
2. De sprekende computer
Gert heeft een nieuwe computer in huis gehaald: een sprekende computer. Gert noemt hem Fil. Als je een vraag stelt krijg je meteen een antwoord. Alberto bedenkt enkele listige plannen om de goedgelovige computerfreaks een loer te draaien.
3. Kapitein Octaaf
Octaaf krijgt van een ver familielid een boot cadeau. Hij waant zich meteen kapitein van de Titanic.

## Trivia
- Dit is het enige stripboek waarin Sofie meespeelt (zie verhaal: De babysit).
- Dit is het enige stripboek waarin Bobientje meespeelt (zie verhaal: De sprekende computer).
- De strip "Kapitein Octaaf" is een variant op de aflevering "Kapitein Octaaf" uit 2001. De aflevering stond ook op vhs.
- De strip “Kapitein Octaaf” heeft zeven weken geduurd in de Plopsa krant.